# 駐雪梨臺北經濟文化辦事處
駐雪梨臺北經濟文化辦事處（英語：Taipei Economic and Cultural Office, Sydney, Australia），亦稱駐雪梨辦事處，是中華民國政府派駐澳大利亞新南威爾士州首府悉尼的代表機構。
辦事處負責推動臺灣與雪梨的雙邊關係，以及辦理中華民國護照、赴臺簽證、工作假期签证、文件證明等领事相關業務，並提供僑民服務與旅外國人急難救助，功能等同邦交國的總領事館。領事轄區為新南威爾斯州。

## 歷史
1973年3月，中華民國在澳大利亞第2大城墨尔本設立駐美爾鉢遠東貿易公司（Far East Trading Co., Pty. Ltd., Melbourne, Australia）。1981年，在第1大城悉尼設立駐美爾鉢遠東貿易公司雪梨分公司（Sydney Office, Far East Trading Co., Pty. Ltd., Sydney, Australia）。
1991年1月22日，澳洲外交部宣布，為促進商務與經貿往來，決定提升與臺灣的實質關係，具體作法包括開闢直航航線，以及強化雙邊辦事處的組織、功能與層級，同日草簽協議書。
1992年5月，中華民國在首都堪培拉設立具大使館功能的駐澳大利亞臺北經濟文化辦事處，並以外交部名義核發簽證。原先在墨爾本、雪梨設立的貿易公司則更名為具領事館功能的駐墨爾本臺北經濟文化辦事處、駐雪梨臺北經濟文化辦事處。

## 外部連結
- 駐雪梨臺北經濟文化辦事處的Facebook、Twitter、華僑文教服務中心